# Grobelno (przystanek kolejowy)
Grobelno – dawny wąskotorowy przystanek osobowy znajdujący się we wsi Cisy, w gminie Malbork, w powiecie malborskim, w województwie pomorskim. Położony był na linii kolejowej z Lichnów do Malborka Kałdowa Wąskotorowego. Odcinek do Malborka Kałdowa Wąskotorowego został otwarty w 1900 roku.